# 100% (álbum)
100% é a primeira coletânea da cantora brasileira Kelly Key, lançada em 10 de novembro de 2007 pela gravadora Som Livre, sendo o primeiro álbum lançado pela nova gravadora. O álbum alcançou a quarta posição nas paradas, vendendo em torno de 50 mil cópias, retirando canções de grande sucesso e repercussão como "Super Poderosa e "Você é o Cara", um dos singles de maior sucesso carreira da cantora.

## Produção e tema
Em julho de 2007, Kelly Key encerrou seu contrato com a Warner Music, assinando na mesma semana um contrato com a Som Livre, optando por lançar uma coletânea com grandes sucessos e três canções inéditas, dando um maior tempo para a renovação da imagem da cantora como novo membro da gravadora. Em suas três faixas inéditas, são explorados o pop e dance-pop, além de trazer composições que exploram o tema do amor verdadeiro, como em "Você é o Cara" e o feminismo, como em "Super Poderosa", onde a cantora auto-proclama "não sou convencida, mas sei que sou gostosa". As três faixas inéditas do álbum são compostas por Kelly Key em parceria com Andinho, Umberto Tavares, além do cantor Gustavo Lins.

## Lançamento e recepção
| Críticas profissionais | Críticas profissionais |
| Avaliações da crítica  | Avaliações da crítica  |
| Fonte                  | Avaliação              |
| ---------------------- | ---------------------- |
| UOL Music              | [carece de fontes?]    |
| Terra Musica           | [carece de fontes?]    |
| Abril Music            | [carece de fontes?]    |
| Folha de S. Paulo      | [carece de fontes?]    |
| O Estado de S. Paulo   | [carece de fontes?]    |

O álbum recebeu críticas em sua maioria positivas. Segundo a Folha de S. Paulo o álbum é a "consolidação de Kelly Key como cantora", acrescentando ainda que o novo single, Você é o Cara era "o retorno da cantora que andava em baixa". O Jornal Agora positivou o álbum e declarou particularmente que Você é o Cara era a "melhor canção lançada por Kelly Key em toda carreira". Segundo o site UOL, Kelly Key estaria amadurecendo musicalmente. Já segundo o jornalista Mauro Ferreira, as três faixas inéditas são positivas e "turbinam" a coletânea da cantora e acrescentou dizendo que "Você é o Cara é uma musica chiclete e muito bem feito, a letra é linda". o site Terra declarou que a o álbum é um presente de Natal trazido por Papai Noel.
O álbum alcançou a quarta posição no ABPD, a Associação Brasileira dos Produtores de Discos, vendendo em torno de 50 mil cópias, fazendo com que recebesse o certificado de ouro pela ABPD. Os dois singles retirados da coletânea fecharam o ano de 2008 dentro da lista das Top 100 das Músicas Mais Procuradas da Internet no Brasil, sendo que Você é o Cara fechou na posição dezoito, ficando na frente de canções como Piece Of Me, de Britney Spears e Na Sua Estante, de Pitty e Super Poderosa fechou na posição oitenta e sete, uma posição atrás da canção 4 Minutes da cantora Madonna

## Faixas
| N.º            | Título               | Compositor(es)                                                  | Duração |  |
| 1.             | "Super Poderosa"     | Umberto Tavares Andinho                                         | 3:45    |  |
| 2.             | "Barbie Girl"        | Claus Norreen Søren Nystrøm Rasted Umberto Tavares Gustavo Lins | 3:20    |  |
| 3.             | "Cachorrinho"        | Kelly Key                                                       | 4:11    |  |
| 4.             | "Chic, Chic"         | Umberto Tavares Gustavo Lins Andinho                            | 3:08    |  |
| 5.             | "Baba"               | Kelly Key Andinho                                               | 3:44    |  |
| 6.             | "Pegue e Puxe"       | Andinho                                                         | 3:21    |  |
| 7.             | "Anjo"               | Andinho                                                         | 2:57    |  |
| 8.             | "Você é o Cara"      | Kelly Key Andinho                                               | 2:50    |  |
| 9.             | "Adoleta"            | Umberto Tavares Gustavo Lins Victor Junior                      | 3:34    |  |
| 10.            | "Por Causa de Você"  | Umberto Tavares Gustavo Lins Victor Junior                      | 4:04    |  |
| 11.            | "Como Eu Quero"      | Paula Toller                                                    | 3:07    |  |
| 12.            | "Quando a Noite Cai" | Andinho                                                         | 3:31    |  |
| 13.            | "Analista"           | Andinho                                                         | 3:16    |  |
| 14.            | "Escondido"          | Kelly Key Andinho                                               | 4:28    |  |
| 15.            | "Papinho"            | Umberto Tavares Andinho                                         | 2:36    |  |
| Duração total: | Duração total:       | Duração total:                                                  | 40:32   |  |

## Singles
- "Você é o Cara", primeiro single do álbum, lançado em 23 de novembro de 2007. A canção alcançou a primeira posição no Hot 100 Brasil, sendo o sétimo single da cantora a alcançar tal posição, sendo que seu videoclipe obteve 4 milhões de acessos no site youtube.[7]
- "Super Poderosa", segundo single do álbum, lançada oficialmente em 26 de abril de 2008.

## Posições
| Paradas (2007/2008)       | Posições |
| ------------------------- | -------- |
| Brasil - ABPD             | 4        |
| Brasil - Top 30 CDs Sales | 7        |

## Vendas e certificações
| País / Certificadora | Certificação | Vendas |
| -------------------- | ------------ | ------ |
| Brasil ABPD          | Ouro         | 50.000 |

## Histórico de lançamento
| País     | Data                   | Formato | Gravadora |
| -------- | ---------------------- | ------- | --------- |
| Brasil   | 10 de dezembro de 2007 | CD      | Som Livre |
| Portugal | 30 de maio de 2008     | CD      | Som Livre |